# Stoliczka insignis
Stoliczka insignis là một loài nhện trong họ Pisauridae.
Loài này thuộc chi Stoliczka. Stoliczka insignis được Octavius Pickard-Cambridge miêu tả năm 1885.